# Echetra abrahami
Echetra abrahami är en insektsart som beskrevs av William Lucas Distant 1920. Echetra abrahami ingår i släktet Echetra och familjen lyktstritar. Inga underarter finns listade i Catalogue of Life.